# روث جونسون كولفين
روث جونسون كولفين (بالإنجليزية: Ruth Johnson Colvin)‏ هي ناشِطة أمريكية، (ولدت في شيكاغو في الولايات المتحدة 1916 – 2024 م).